# GSC3004-1048
GSC3004-1048 — хімічно пекулярна зоря спектрального класу A, що має видиму зоряну величину в смузі V приблизно  8,9.